# وخز الإصبع
وخز الأصبع(بالإنجليزية: Fingerstick)‏ هي إجراء طبي يُستخدم لجمع عينة من الدم الوريدي. في حال كان المريض رضيعاً؛ يتم جمع العينة من أسفل الكعب بما يُسمى بوخز الكعب الوليدي (بالإنجليزية: heelprick)‏.

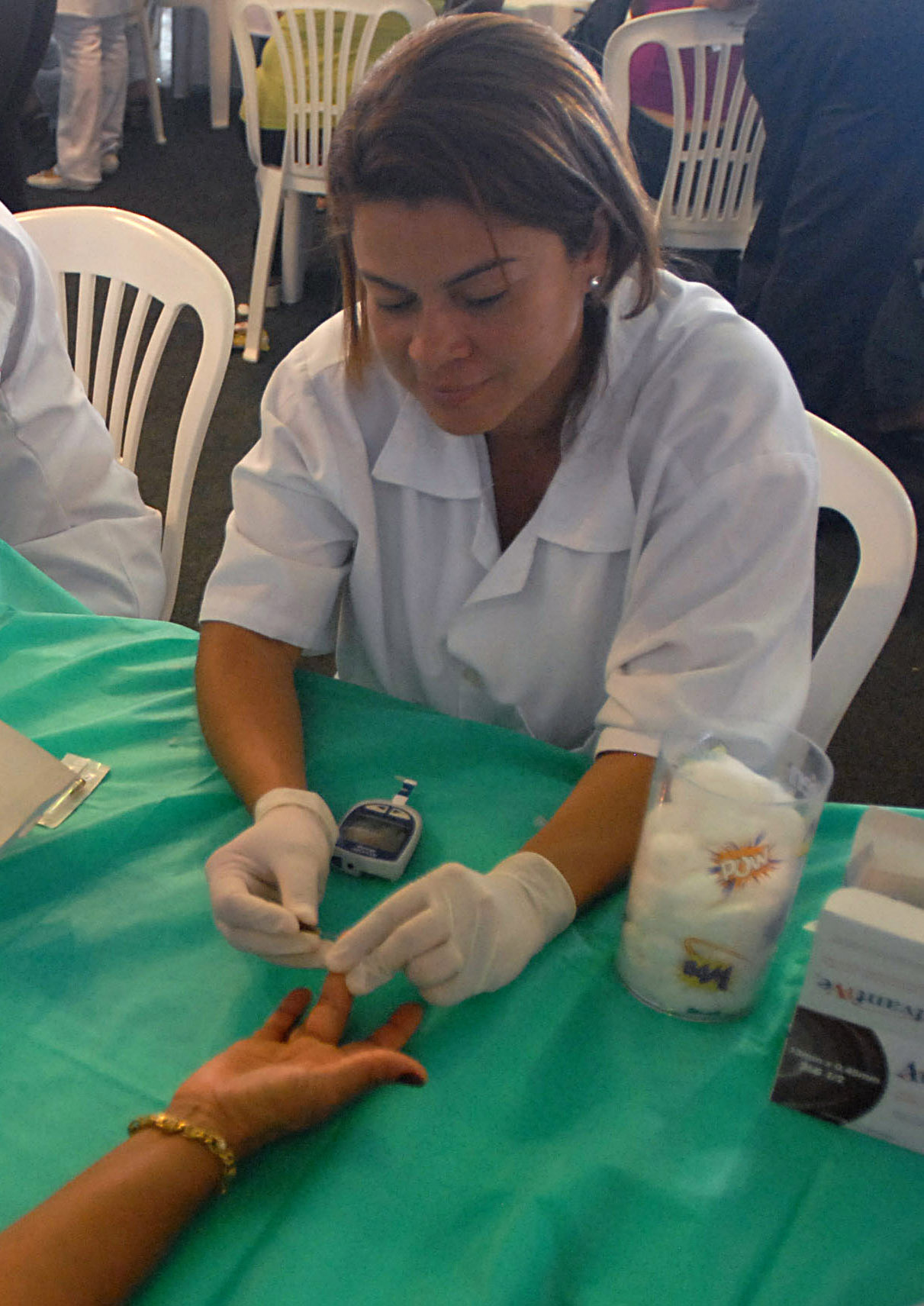
قياس سكر الدم

## الإجراء
يجب التأكد من عدم وجود تغذية دموية شريانية في مكان جمع العينة، يتم تعقيم موضِع الوخز بمعقم موضعي، ثم يتم وخز الجلد بواخِزَة معقمة. بعد تشكل القُطِيرة الدموية، يتم التقاطها في أنبوب شعري (يعتمد عادة على التوتر السطحي). خلايا الدم التي يتم سحبها من الأصابع تميل إلى الانحلال؛ خاصةً إذا ما تم الضغط على «الأصبع» لاستخلاص الدم.

## الاستخدامات
الاختبارات التي تُجرى عادةً باستخدام وخز الأصابع:
- مستويات السكر، غالبًا ما يكون لمرضى السكري مقياس دم محمول للتحقق من نسبة السكر في الدم لديهم.
- كثرة الوحيدات العدوائية.
- مستوى الهيموغلوبين، حيث يؤمن فحصاً سريعاً لضمان وجود متبرع بالدم أو البلازما لديه عدد كبير من الدم بشكل مقبول للتبرع بالدم أو مكونات الدم.
- الاختبارات الجينية، اختبار وخز الكاحل للمواليد يسمح بالتشخيص المبكر للاضطرابات الجينية.
- زمن البروثرومبين.[4]
- داء الخيطيات

## روابط خارجية
- Heelpricks, section "Blood collection on babies"